# Düziçi
Düziçi est une ville et un district de la province d'Osmaniye dans la région méditerranéenne en Turquie.

## Géographie
Le Parc national de Karatepe-Aslantaş se situe sur le territoire du district.